# Güllü (Eşme)
Güllü ist seit 1992 eine Stadtgemeinde im Bezirk von Eşme der türkischen Provinz Uşak.
Das Dorf wird durch die Hauptstraße in zwei Teile aufgeteilt. Die südliche Seite ist die Karakuyu Mahallesi und die nördliche die Taş Mahallesi.

## Bevölkerung
| Bevölkerungsentwicklung | Bevölkerungsentwicklung |
| Jahr                    | Einwohner               |
| ----------------------- | ----------------------- |
| 1980                    | 1620                    |
| 1985                    | 1760                    |
| 1990                    | 2350                    |
| 1997                    | 2286                    |
| 2000                    | 1993                    |
| 2004                    | 2106                    |

Güllü hat insgesamt 1079 Einwohner (2008). Die Abnahme der Einwohner zwischen 1990 und 2000 liegt daran, dass die Bevölkerung in die nahe gelegenen Großstädte ausgewandert sind (Uşak, Izmir, Denizli etc.).

## Geographie
Güllü liegt zirka 30 km von Eşme entfernt und 55 km von der Provinzhauptstadt Uşak.

## Verkehr
In den letzten Jahren wurden die Straßen in Güllü größtenteils befestigt.
Güllü liegt an der vielbefahrenen Straße Izmir – Ankara und Uşak – Denizli.

## Wirtschaft
Die Wasserversorgung hat sich in den letzten Jahren sehr verbessert, weil man auch komplett die Wasserkanäle erneuert hat. Das Dorf versorgt sich mit Wasser aus einem kleinen See.
Anfang des Jahres 2006 wurde mit dem Bau einer Wein-Manufaktur begonnen.
In Güllü wird hauptsächlich Tabak angebaut. Neben dem Tabak findet man auch Kichererbsen- und Traubenfelder. Viehzucht ist auch ein wichtiger Bestandteil der Wirtschaft des Dorfes. 

Bauarbeiten an der Wein-Manufaktur im Sommer 2006.

## Politik
Der Bürgermeister von Güllü ist Muzaffer Kücükarslan von der AKP. Er gewann im Jahr 2004 die Wahlen mit 373 Stimmen (41 %). Die Muhtars sind Kazim Kücükkaya und Sezgin Benli.

## Sehenswürdigkeiten
Im Zentrum des Dorfes liegt der Atatürk-Park mit einer etwa 3 m hohen Atatürk-Statue.
Das Dorf beherbergt zwei Moscheen. Die zweite wurde erst vor kurzem gebaut und wird nur an religiösen Feiertagen benutzt. Berühmt ist Güllü auch für sein Kasino.